# Вигань
Вигань, Вигані (рум. Vâgani) — село у повіті Харгіта в Румунії. Адміністративно підпорядковане місту Топліца.
Село розташоване на відстані 286 км на північ від Бухареста, 75 км на північний захід від М'єркуря-Чука, 130 км на схід від Клуж-Напоки, 145 км на північ від Брашова.

## Населення
За даними перепису населення 2002 року у селі проживала 241 особа.
Національний склад населення села:
| Національність | Кількість осіб | Відсоток |
| -------------- | -------------- | -------- |
| румуни         | 229            | 95,0%    |
| угорці         | 12             | 5,0%     |

Рідною мовою назвали:
| Мова      | Кількість осіб | Відсоток |
| --------- | -------------- | -------- |
| румунська | 229            | 95,0%    |
| угорська  | 12             | 5,0%     |